# John Whitney Walter
John Whitney Walter (17 de abril de 1934 - 5 de enero de 2018) fue un ingeniero, historiador, hombre de negocios y político estadounidense, y primo hermano del expresidente de los Estados Unidos Donald Trump. Trabajó para The Trump Organization, fue vicepresidente de Trump Management, era el historiador de la familia Trump y fue el alcalde de Flower Hill, Nueva York.

## Primeros años, educación y servicio militar
John Walter nació en Queens, Nueva York, el 17 de abril de 1934, hijo de William Walter y Elizabeth Trump walters, hermana de Fred Trump.
John Walter creció en Hollis, Queens hasta 1958, cuando la familia se mudó a 511 Manhasset Woods Road en Flower Hill, Nueva York. Walter asistió a la escuela secundaria St. Paul's en Garden City, junto con la Academia Admiral Ballard, ubicada en Connecticut. Recibió su BS en Administración de Empresas de la Universidad de Norwich en 1955. En 1960 obtuvo su MBA de la Universidad de Columbia.
Walter también sirvió durante 2 años en el Ejército de los EE. UU., entre la licenciatura y la maestría. Estuvo destinado en Heidelberg, Alemania. Se desempeñó como segundo teniente.

## Carrera
Walter fundó una empresa de alarmas antirrobo, llamada National Security Systems, en Port Washington, Nueva York. La empresa fabricó paneles de control de alarmas antirrobo e instaló y reparó sistemas de control de acceso y alarmas antirrobo en el área metropolitana de Nueva York.
Posteriormente, Walter comenzó a trabajar con su familia en la Organización Trump y fue vicepresidente ejecutivo de Trump Management, Inc. Walter finalmente comenzaría a trabajar con su familia en la Organización Trump, y se convertiría en el vicepresidente ejecutivo de Trump Management, Inc. Fue durante este tiempo (en 1992) que Walter ayudó a su familia a crear All County Building Supply and Maintenance, desde donde operaba su casa en 511 Manhasset Woods Road. La familia utilizó esta empresa para mantener una serie de propiedades propiedad de Trump, como el complejo de apartamentos Beach Haven en Brooklyn. John Walter y los cuatro hijos de Trump poseían cada uno una participación del veinte por ciento en All County, y Walter también recibió una parte del margen de beneficio por su trabajo en la creación de las facturas. Como ingeniero, Walter también diseñó sistemas de comunicación para los casinos Trump en Atlantic City, en Nueva Jersey.
Además, Walter era el historiador de la familia Trump y administraba gran parte de las finanzas de la familia. Walter almacenó los registros financieros de la familia en su sótano en Flower Hill.
John Walter también se desempeñó como presidente de la Asociación Flower Hill durante muchos años.
En 2020, dos años después de su muerte, John Walter fue mencionado en el libro de Mary L. Trump, "Too Much and Never Enough", por haber ayudado Fred Trump, a su tío, con esquemas de evasión de impuestos.

## Alcalde de Flower Hill (1988-1996)
Walter fue elegido Alcalde de Flower Hill, Nueva York, en 1988. Se desempeñó como alcalde del pueblo durante cuatro mandatos consecutivos, hasta 1996, cuando Derrick A. Rubin fue elegido como su sucesor. Como alcalde, Walter fue una voz clave en la ampliación de Manhasset Woods Road, junto con la rehabilitación de Flower Hill Village Park, que en ese momento era propiedad del condado de Nasáu.

## Historiador de Flower Hill (1996-2018)
Walter se convirtió en el historiador del Flower Hill después de servir como alcalde de aldea. Walter ocupó este cargo hasta su muerte y fue sucedido por Rhoda Becker.

## Vida personal
John Walter y su esposa, Joan, tuvieron tres hijas, Christine, Cynthia y Nancy. Walter vivió en 511 Manhasset Woods Road en Flower Hill, Nueva York con su familia durante los últimos 60 años de su vida.

## Muerte
Walter murió el 5 de enero de 2018 a los 83 años, después de una batalla contra el cáncer de un año. Luego de su muerte, la Iglesia Congregacional de Manhasset realizó una celebración conmemorativa en honor de Walter en abril de 2018.